# August Lütke-Westhues
August Lütke-Westhues (ur. 25 lipca 1926 w Westbevern, zm. 1 września 2000 w Münsterze) – jeździec niemiecki, brat Alfonsa.
Od 1953 trenował w niemieckiej kadrze jeździeckiej. Zdobył dwa medale olimpijskie na igrzyskach w 1956 (nominalnie w Melbourne, zawody jeździeckie w Sztokholmie) – był drugi we Wszechstronnym Konkursie Konia Wierzchowego (WKKW) indywidualnie; zdobył także srebro w WKKW drużynowo, w barwach wspólnej, NRD-RFN-owskiej reprezentacji. Partnerami Lütke-Westhuesa w drużynie byli Otto Rothe (na koniu Sissi) i Klaus Wagner (na koniu Prinzess). Sam startował na koniu Trux von Kamax, zarówno w konkursie drużynowym, jak i indywidualnym.